# DFM
DFM (ранее Динамит FM) — российская федеральная музыкальная коммерческая радиостанция. Начала своё вещание 1 июля 2000 года в Москве и Екатеринбурге.

## История радиостанции

### 2000—2006
Вещание радиостанции началось 1 июля 2000 года в Москве на частоте 101,2 МГц, купленной владельцами «Динамит FM», «Русской медиагруппой», у «Радио 101». 9 июля того же года вещание началось в Екатеринбурге.
С 2001 по 2005 год, каждую весну, радиостанция являлась организатором международного фестиваля танцевальной музыки «Бомба года» (в 2005 году — «Бум года»). В это же время радиостанция начала активно осваивать региональный эфир, в частности, с 4 сентября 2002 года она вещает в Санкт-Петербурге.
Одними из первых ведущих радио Динамит были: DJ Игорь Кокс, DJ Цепа, DJ Кэт, а так же Никита Белов и Ирина Леденец, ранее работавшие на Русском радио. С 2001 года в эфире по воскресеньям с 20:00 до 00:00 выходило «Танцевальное шоу с Марселем Гонсалесом». С сентября 2002 года танцевальное шоу получило название «Тайна океанов», и вторым ведущим программы стал Глеб Деев, который при этом, как и его соведущий, оставался диджеем Русского радио. После ухода Марселя Гонсалеса и Глеба Деева из эфира обеих радиостанций шоу «Тайна океанов» прекратило своё существование.
В связи с падающими рейтингами, в августе 2005 года новым программным директором радиостанции был назначен Илья Ефимов. С 15 августа 2005 года формат радиостанции был скорректирован, в эфире появились зарубежные GOLD хиты, также сократилось количество ремиксов, которые были заменены на оригинальные версии.
С сентября 2005 радиостанция получила новое сокращённое название «DFM», во всех джинглах помимо основного бренда «Динамит FM» стала звучать приставка «DFM». Также был обновлён логотип. Предпосылкой к переименованию «Динамит FM» в «DFM» стало ухудшение социальной обстановки в России, вызванное взрывами на самолётах в августе 2004 года, вследствие чего бренд «Динамит» стал оказывать негативное влияние на рыночное положение радиостанции.
В октябре 2005 оформление эфира было полностью обновлено. Использование двойного названия «Динамит — DFM» продолжилось. Формат претерпел дальнейшую корректировку: в эфире сократилось количество русских треков, звучащих в часе, ремиксы на русскоязычные хиты по большей части были заменены на оригиналы.

### 2006—2013
С 3 марта 2006 радиостанция была полностью переименована в «DFM». Обновилось оформление, исключающее любое упоминание названия «Динамит». Обновился логотип, была убрана приписка DINAMIT. Формат был вновь скорректирован, в эфире стало звучать больше r’n’b и рэп-хитов. Появилась рубрика Gold D Hit в конце часа, где стали звучать известные танцевальные мелодии 1980-х — 1990-х годов.
С полудня 1 января 2007 эфир неофициально разделился на региональный и столичный. В региональном эфире преобладает танцевальная музыка, в столичном преобладает R'n'B. В августе 2007 программным директором региональной версии DFM был назначен Игорь Азовский, программным директором московской версии оставался Илья Ефимов.
24 декабря 2007 года плейлист регионального и московского эфиров стал одинаковым. Все треки, играющие в региональном эфире, стали играть и в московской версии DFM. Это связано с назначением на должность программного директора DFM — Игоря Азовского, который до этого управлял региональной версией DFM.
2 июня 2008 года эфир был полностью объединён. В этот же день полностью сменилось оформление эфира. Новое оформление создавалось совместно с известной в Европе голландской продакшн-компанией VHU Europe. Все новые джинглы содержат основной слоган станции, взятый из песни Bob Sinclar — Rock This Party — Everybody Dance Now.
Июнь 2010 года — в честь 10-летия радиостанции в эфире вновь появились джинглы «Радио Динамит-DFM».

### 2013—2017
1 мая 2013 года — радиостанция DFM сменила привычный логотип, на новый.
12 июня 2014 года в День России был изменён слоган на Dance Russia Dance Now (#дэнсрашадэнснау)
2015 год — в честь 15-летия были проведены Большой Дискач DFM и Дискач 90-х DFM.

### 2017—настоящее время
31 января 2017 был представлен новый логотип.
Дизайнеры креативного агентства 2Sharp полностью изменили форм-фактор знака, сохранив фирменные цвета станции — желтый, черный и насыщенный розовый.
Главной фишкой нового логотипа стала оптическая иллюзия в виде перевернутой буквы «F».
Сам логотип стал более современным и минималистичным, в нем отчетливо читается название радио — DFM.
Обновленный лого символизирует яркую индивидуальность бренда, разнообразие музыкальных стилей DFM и собирает их воедино.
Логотип-трансформер отлично смотрится на любых носителях и дает поистине неисчерпаемый простор для использования.
С 14 февраля 2020 года радиостанция сменила музыкальный формат: в эфире, впервые со времён Динамит FM, стала преобладать русская танцевальная музыка в ремиксах, сократилось звучание зарубежных танцевальных хитов в 1 часе, ночной эфир остался прежним.
1 июня 2020 была запущена новая версия сайта радиостанции. Также обновилась эфирная одежда.
С 5 декабря 2020 изменилось соотношение русскоязычных и зарубежных треков в соотношении 48% на 52% (12 русских треков и 13 зарубежных).
С 5 июня 2021 соотношение русскоязычных и зарубежных треков вновь изменилось и стало 36% на 64% соответственно. Теперь из 25 треков 9 это русские и 16 зарубежные.
С конца 2021 года соотношение зарубежных и русскоязычных треков - 99%/1% (24 зарубежных и 1 русскоязычный). Также появились эксклюзивные ремиксы на мировые поп и EDM-хиты прошлых лет.
С февраля 2022 года из ночного эфира DFM были убраны все подкасты диджеев, теперь с понедельника по субботу с 21:00 по 0:00 идëт только радиошоу «Dancehall» с хаус-музыкой, которое выходило в эфир до конца июня 2024 года. А в воскресенье в аналогичное время - прогрессив-хаус шоу «Insommnia», хронометраж которого увеличился с 1 часа до 3-х.
Начиная с сентября-октября 2023 года формат DFM потерпел изменения - ремиксов от людей в команде радиостанции стало намного меньше. Большинство ремиксов было заменено на оригиналы. Новинки также появляются в оригиналах. Количество русскоязычных треков было увеличено до 4-х.
1 июля 2024 года шоу «Dancehall» заменили на новое танцевальное шоу «DFM Dance Party», в рамках которого играют ремиксы хитов DFM, выходит оно с понедельника по субботу с 21 до 0 часов.
29 июля 2025 года был представлен новый логотип DFM в виде трех собранных букв. В этом логотипе удлинена буква «D», а также совместили две, чтобы отразить их наиболее четкий вид. Логотип обновлен полностью уже к 31 июля.
С 1 августа 2025 года DFM сменило слоган теперь вместо "Dance Radio" - "Радио DFM - Включи тусовку", также поменялся музыкальный формат урезали танцевальные ремиксы и стали больше крутить поп-музыки, хип-хопа и хиты от 00-х по сегодняшнее время!
Среднестатистическая аудитория радиостанции — люди в возрасте от 16 до 35 лет. Ежедневно «DFM» прослушивают почти три миллиона человек .
Ремиксы и треки из российского DFM играют также в эфирах других танцевальных радиостанций в странах бывшего СССР, в частности:
- Megapolis FM (Молдавия);
- DFM (Эстония, филиал одноимённой российской радиостанции в Эстонии). 16 мая 2024 года прекратила своё вещание[9];
- DJFM (Украина, до 24 февраля 2022 года). После начала вторжения России на Украину радиостанция DJFM прекратила сотрудничество с радиостанцией DFM, убрав из эфира все ремиксы и танцевальные треки от российских музыкантов.